# 原始西奈字母
青銅中期文化時期字母包括兩種相似的未解讀文字，可追溯至青銅時代（公元前2000年 - 公元前1500年），據信是差不多全世界的現代字母系統的始祖。
- 原始西奈字母（Proto-Sinaitic script）︰追溯至公元前1500年，由英國的埃及學家於1904年至1905年的冬天在巴勒斯坦和西奈半島發現。
- 恐怖峽谷字母（Wadi el-Hol script）︰追溯至公元前1800年，由埃及學家於1999年中埃及發現。

## 原始西奈字母
原始西奈字母是西奈半島刻於岩石上的文字，其中最有名的石刻位於古礦場 Serabit el-Khadim（سرابيت الخادم）中供奉哈索爾的廟宇內的銘刻，那些古時在礦場工作的戰俘來自亞洲西南部，語言是西閃米特語支如迦南諸語。
經過一個世紀的研究，研究員只能在Alan Gardiner在1916年的「לבעלת l bʿlt」解讀上達成共識，意思是「給女神」。字母的形狀與埃及聖書體中較簡單的僧侶體（Hieratic）相近。二十世紀中期，William Albright等推斷僧侶體經原始迦南字母發展成迦南字母。普遍學者認為，原始西奈字母是以僧侶體作範本和利用截頭表音法來記錄閃米特語的輔音音素文字，是閃米特字母的始祖。
把原始西奈字母納入閃米特語族的關鍵是銘刻中的「baʿlat(女神)」一字，其後因解讀缺乏進展而受質疑，以僧侶體作範本之說也有爭議。

## 恐怖峽谷字母
恐怖峽谷字母是刻於連接埃及古都底比斯和阿拜多斯古沙漠道路的岩上，坐標約為25°57′N 32°25′E / 25.950°N 32.417°E。恐怖峽谷（阿拉伯語：وادي الهول，Wādī al-Hūl) 內有兩個疑似閃米特字母及少數僧侶體或聖書體的銘刻，與西奈半島發現的原始西奈字母相近，但歷史更久遠和更接近埃及文明，而字形的形狀和角度與公元前2000年第一中間時期的僧侶體吻合。哈佛大學Frank Moore Cross相信這些銘刻是最早的字母文字，與後來發展的閃米特字母相近，顯示恐怖峽谷字母演化成閃米特字母。

## 字母文字的來源
聖書體的符號用來代表文字、聲音或把文字分類，在公元前2700年已經發展成沒有元音的副字母系統。學習語素文字如埃及字母和古蘇美爾語較學習字母文字困難，採用字母文字對以書寫工作維生的古埃及人沒有好處，純粹字母文字大多只用作外國名稱。
埃及中央統治在公元前22世紀至公元前20世紀期間中止，學者發現這時期的草書體文字提及管理亞裔軍隊的埃及將軍 Bebi，據他們推測，埃及人為了與亞裔的雇傭兵溝通和記綠戰俘資料，發展一種由聖書體字形組成的閃米特字母，字母的名稱是那些字形所指事物的閃米特語名稱，代表的發音是字母名稱的第一個音位（即截頭表音法）。例如，「屋」的埃及語和迦南語言分別是pr和bayt，代表「屋」的聖書體字形被用作閃米特字母，那個字母的名稱是 bayt，表示發音 /b/ 。但是，「屋」和大部分其他字母的字形在聖書體中代表的不是一個音位，可能代表多個音位的組合或沒有代表音位。換句話說，閃米特字母不是從聖書體發展出來，而是從所有僧侶體文字中發展出來。有些字母如 ה（H）是代表語義的補語，在埃及語中沒有發音。
由於閃米特字母的名稱在約公元前200年才確實，有學者質疑字母系統和截頭表音法沒有關連。

## 文獻
- Albright, Wm. F. (1966) The Proto-Sinaitic Inscriptions and their Decipherment
- Colless, Brian E., "The proto-alphabetic inscriptions of Sinai", Abr-Nahrain 28 (1990).
- Colless, Brian E., "The proto-alphabetic inscriptions of Canaan", Abr-Nahrain 29 (1991).
- Stefan Jakob Wimmer / Samaher Wimmer-Dweikat: The Alphabet from Wadi el-Hôl – A First Try, in: Göttinger Miszellen. Beiträge zur ägyptologischen Diskussion, Heft 180, Göttingen 2001, p. 107-111
- J. Darnell and C. Dobbs-Allsopp, et al., Two Early Alphabetic Inscriptions from the Wadi el-Hol: New Evidence for the Origin of the Alphabet from the Western Desert of Egypt, Annual of the American Schools of Oriental Research 2005.
- Hamilton, Gordon J, The origins of the West Semitic alphabet in Egyptian scripts (2006)
- Fellman, Bruce (2000) "The Birthplace of the ABCs." Yale Alumni Magazine, December 2000.
- Sacks, David. . Broadway Books. 2004. ISBN 0-7679-1173-3.

## 外部連結
- USC West Semitic Research Project site on Wadi el-Hol, with photos
- Photos of Proto-Sinaitic and later Semitic inscriptions
- Proto-Sinaitic TrueType font for your computer
- Ancient Hebrew Alphabet - chart for comparison （页面存档备份，存于）
- Comprehensive study of Proto-Sinaitic corpus (in Spanish) （页面存档备份，存于）
- The Tower of Babel - an academically-affiliated etymology database

### 相關新聞
- Yale news article on Wadi el-Hol from 2000 Dec
- Archeology article on Wadi el-Hol from 2000 Jan （页面存档备份，存于）
- New York Times article on Wadi el-Hol from 1999 Nov （页面存档备份，存于）
- BBC article on Wadi el-Hol from 1999 Nov （页面存档备份，存于）